# Aglossa
Genre
Aglossa est un genre de lépidoptères (papillons) de la famille des Pyralidae.

## Liste des espèces
Selon FUNET Tree of Life (13 mars 2020) :
- Aglossa acallalis Dyar, 1908
- Aglossa baba Dyar, 1914
- Aglossa cacamica (Dyar, 1913)
- Aglossa brabanti Ragonot, 1884
- Aglossa signicostalis Staudinger, 1871
- Aglossa caprealis (Hübner, [1809])
- Aglossa costiferalis (Walker, 1886)
- Aglossa cuprina (Zeller, 1872)
- Aglossa disciferalis (Dyar, 1908)
- Aglossa electalis Hulst, 1866
- Aglossa furva Heinrich, 1931
- Aglossa gigantalis Barnes & Benjamin, 1925
- Aglossa oculalis Hampson, 1906
- Aglossa pinguinalis (Linnaeus, 1758)
- Aglossa oranalis (Zerny, 1914)
- Aglossa fuliginosalis (Zerny, 1927)
- Aglossa dimidiatus (Haworth, 1809)
- Aglossa rhodalis Hampson, 1906
- Aglossa rubralis Hampson, 1900
- Aglossa tenebrosalis Rothschild, 1915
- Aglossa exsucealis Lederer, 1863
- Aglossa ocellalis Lederer, 1863
- Aglossa laminalis Guenée, 1854